# Rio Valcabbia
Il Rio Valcabbia è un piccolo corso d'acqua del Vergante.

## Percorso
Il torrente si origina a Nebbiuno, in località Valcabbia, da tre polle sorgive. La principale si trova a fianco dell'Autostrada A26 Genova Voltri-Gravellona Toce-Sempione. Riceve in seguito le acque di colatura dei sistemi di irrigazione delle molte serre della zona. Si dirige verso Meina, percorrendo una piccola valletta tra i boschi. Giunto in territorio di Meina, lambisce la località Castagnara, attraversa poi il centro storico di Meina, sotto il livello stradale, confluendo infine nel torrente Tiasca, poco prima che questo sfoci a sua volta nel Lago Maggiore.